# Landkreis Müritz
Landkreis Müritz var en Landkreis mod syd i den centrale del af den tyske delstat Mecklenburg-Vorpommern, der eksisterede fra 1994 til 2011. Nabokreise var i nord Landkreis Demmin, i øst Landkreis Mecklenburg-Strelitz og den kreisfri by Neubrandenburg, i syd den brandenburgske Landkreis Ostprignitz-Ruppin, i vest Landkreis Parchim og i nordvest Landkreis Güstrow.
Under landkreisreformen i 2011 blev landkreisen lagt sammen med Landkreis Mecklenburg-Strelitz, byen Neubrandenburg og den største del af Landkreis Demmin til den nye Landkreis Mecklenburgische Seenplatte.

## Geografi
Landkreis Müritz havde sit navn fra den store sø af samme navn, Müritz. Øst for Müritz havde landkreisen en del af Müritz-Nationalpark, i nordøst Naturpark Nossentiner-Schwinzer Heide og i nord Naturpark Mecklenburgische Schweiz und Kummerower See. Landkreis Müritz var meget tyndt befolket og den landkreis i Mecklenburg-Vorpommern med den laveste befolkningstæthed.

## Byer og kommuner
(indbyggere pr. 31. december 2006)
Amtsfri kommune
- Waren (Müritz), Stadt * (21.236)

Amter med amttilhørende kommuner og byer; * markerer administrationsby
* Sitz der Amtsverwaltung
| - 1. Amt Malchow 1. Alt Schwerin (565) 2. Fünfseen (1.258) 3. Göhren-Lebbin (635) 4. Malchow, Stadt * (7.104) 5. Nossentiner Hütte (724) 6. Penkow (295) 7. Silz (372) 8. Walow (565) 9. Zislow (190) - 2. Amt Penzliner Land 1. Alt Rehse (334) 2. Ankershagen (673) 3. Groß Flotow (158) 4. Groß Vielen (373) 5. Klein Lukow (262) 6. Krukow (179) 7. Lapitz (167) 8. Mallin (407) 9. Marihn (260) 10. Möllenhagen (1.876) 11. Mollenstorf (258) 12. Penzlin, Stadt * (2.582) 13. Puchow (152) | - 3. Amt Röbel-Müritz 1. Altenhof (408) 2. Bollewick (416) 3. Buchholz (146) 4. Bütow (499) 5. Fincken (424) 6. Gotthun (299) 7. Grabow-Below (131) 8. Groß Kelle (142) 9. Jaebetz (173) 10. Kambs (265) 11. Kieve (148) 12. Lärz (568) 13. Leizen (523) 14. Ludorf (513) 15. Massow (221) 16. Melz (395) 17. Priborn (425) 18. Rechlin (2.263) 19. Röbel/Müritz, Stadt * (5.335) 20. Schwarz (416) 21. Sietow (659) 22. Stuer (291) 23. Vipperow (436) 24. Wredenhagen (534) 25. Zepkow (230) | - 4. Amt Seenlandschaft Waren [Sitz: Waren (Müritz)] 1. Grabowhöfe (1.059) 2. Groß Dratow (387) 3. Groß Gievitz (497) 4. Groß Plasten (812) 5. Hinrichshagen (171) 6. Hohen Wangelin (746) 7. Jabel (606) 8. Kargow (748) 9. Klink (1.166) 10. Klocksin (419) 11. Lansen-Schönau (493) 12. Moltzow (358) 13. Neu Gaarz (128) 14. Schloen (470) 15. Schwinkendorf (573) 16. Torgelow am See (452) 17. Varchentin (397) 18. Vielist (528) 19. Vollrathsruhe (507) |

53°25′00″N 12°42′00″Ø / 53.416666666667°N 12.7°Ø